# Théâtre sourd

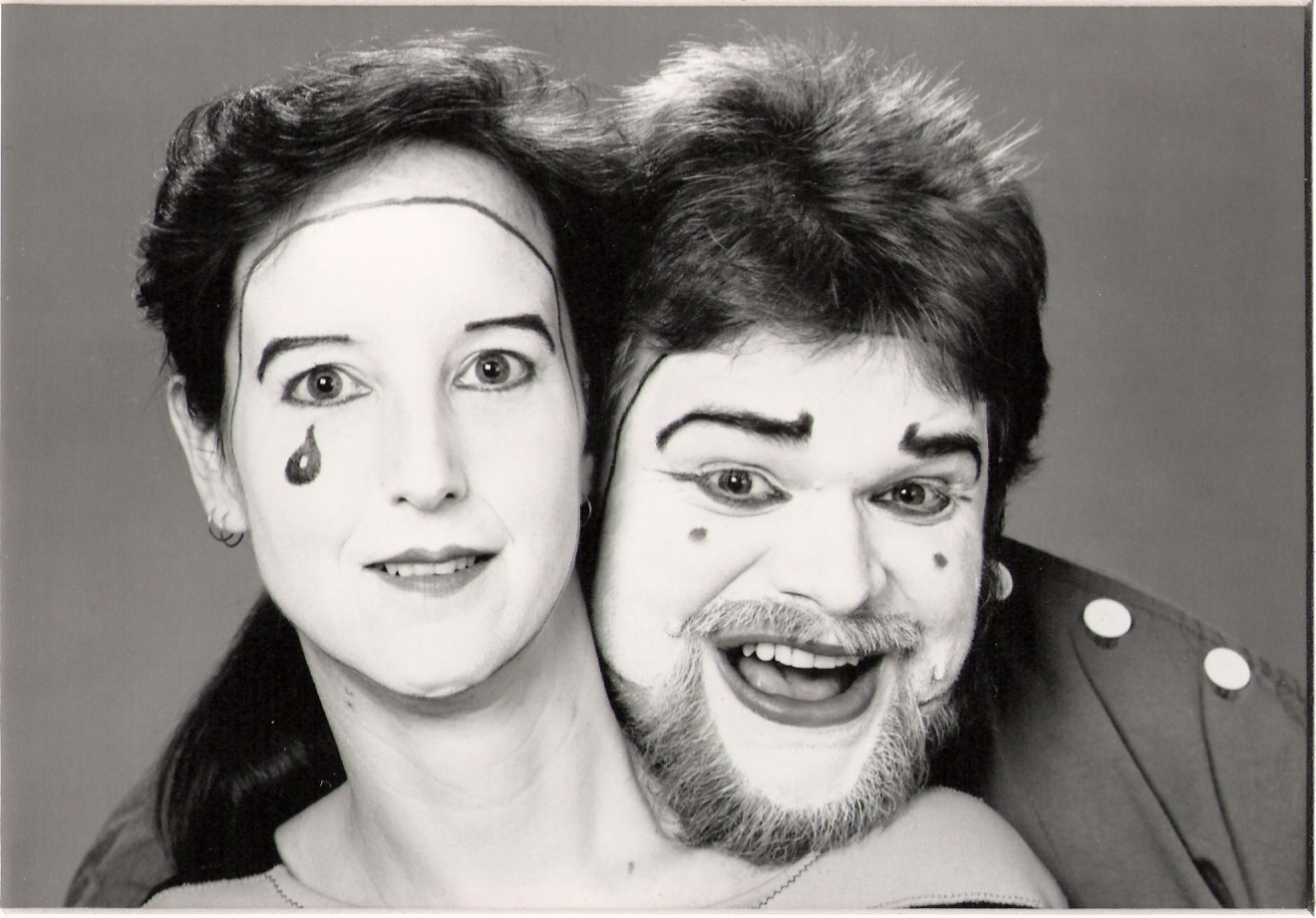
Le théâtre sourd s'est largement inspiré du mime (ici, des acteurs du Canadian Deaf Theatre en 1988).

Le Théâtre sourd est un courant artistique, qui remonte au XIXe siècle et s'est principalement développé dans la deuxième moitié du XXe siècle, de représentations théâtrales utilisant une langue des signes et/ou le mime, pour et/ou par des sourds.

## Compagnies de théâtre sourd
- International Visual Theatre (Paris, France)
- Canadian Deaf Theatre (Canada)
- National Theatre of the Deaf (États-Unis)
- Deaf West Theatre (États-Unis)
- New York Deaf Theatre (États-Unis)
- Département d'arts du théâtre de l'Université Gallaudet (États-Unis)
- NTID Performing Arts (États-Unis)
- Invisible Hands International (États-Unis)
- Mabin’a Maboko (République démocratique du Congo)

## Acteurs de théâtre sourd
- Emmanuelle Laborit
- Chantal Liennel
- Laurent Valo
- Daniel Abbou
- Jean-Marie Hallégot
- Noémie Churlet
- Levent Beskardes
- CJ Jones
- Robert Roy Farmer
- Rosa Lee Timm